# Quo vadis (lied)
Quo vadis is een single van de Neerlands Hoop Express uit december 1973.
Neerlands Hoop voerde in de kleinkunst een rockband op in plaats van het combo of ensemble. Dit werd destijds als nieuwigheid gezien. In de band zaten behalve Freek de Jonge en Bram Vermeulen ook Thé Lau (gitaar), Jan de Hont (basgitaar) en Harry Heeren (drums). Producer was Just Enschedé, manager van Neerlands Hoop.
Het lied Quo vadis (waar heen leidt de weg) was ingebed in een programma over opgroeien en jeugdcultuur. Het lied werd ingeleid door een tekst waarbij verslag wordt gedaan van een wedstrijd tussen mens (eigenlijk auto) en dier op de E9, in de tekst lopend over de Veluwe. Dieren worden aangemoedigd de weg met druk verkeer over te steken. De gesproken inleiding gaat over in een lied, waarbij De Jonge zingt over het eindeloos toeren ("Vijf jongens, vijf maanden op tournee", "Een artiest is altijd onderweg"), dat toen overigens nog moest beginnen. De première van de show vond plaats op 28 december 1973. Ze toeren dag en nacht ("gevangen in het web der vierbaanswegen") in hun Scania-Vabis. Het lied vormt een breuk met de werkelijkheid. Neerlands Hoop Express ging over een zeventigtal optredens van december 1973 tot en met juni 1974 in het land (met daarvoor ruim 25 try-outs), terwijl voor het voorgaande Neerlands Hoop in Panama meer dan 350 optredens werden verzorgd. Een ander bijzonderheid is dat de tournee begon in Theater Tuschinski, waar toen al jaren alleen maar films werden vertoond.
De hoes liet een wulpse dame zien met een saxofoon, maar in Quo vadis is geen sax te horen. De Jonge bespeelde tijdens de show overigens wel saxofoon.
Het bijbehorende album, dat in 1974 uitkwam, verkocht meer dan 25.000 exemplaren (1975); de single haalde de Nederlandse hitparades niet.